# أميديا
أميديا هي زوجة الملك البابلي الكلداني نبوخذ نصر الثاني الذي يعتبر من أشهر الملوك، وهي ابنة الملك الميدي سياخريس وشقيقة خليفته أستياجيس، وقد أحبها نبوخذ نصر لدرجة أنه بنى الجنائن المعلقة لأجلها والتي صنفت من عجائب الدنيا السبعة، حيث كانت أميديا من بلاد ماداي، وهي أرض جبلية بينما كانت بابل أرض سهلية، وحين كانت أميديا في بابل اشتاقت إلى أرضها بلاد ماداي والتي تقع حاليًا شمال إيران أو بلاد كرد آنذاك، فقام نبوخذ نصر ببناء الجنائن المعلقة حيث قام ببناء أراضي مرتفعة وزرع فيها حدائق وكذلك زودها بالمياه.